# Ягодне (Свентокшиське воєводство)
Ягодне (пол. Jagodne) — село в Польщі, у гміні Міжець Стараховицького повіту Свентокшиського воєводства.
Населення — 582 особи (2011).
У 1975-1998 роках село належало до Келецького воєводства.

## Демографія
Демографічна структура на день 31 березня 2011 року:
|          | Загалом | Допрацездатний вік | Працездатний вік | Постпрацездатний вік |
| -------- | ------- | ------------------ | ---------------- | -------------------- |
| Чоловіки | 289     | 46                 | 207              | 36                   |
| Жінки    | 293     | 45                 | 158              | 90                   |
| Разом    | 582     | 91                 | 365              | 126                  |